# Undecansäure
Undecansäure ist eine Carbonsäure aus der homologen Reihe der gesättigten Fettsäuren. Sie ist bei Raumtemperatur ein weißer Feststoff, der ab 29 °C schmilzt. Ihre Salze und Ester heißen Undecanoate.

## Vorkommen und Darstellung
Undecansäure findet sich in einigen Ätherischen Ölen, so etwa in Iris- und Quendelöl. Synthetisch kann die Säure durch Hydrierung von Undecylensäure, die durch Pyrolyse von Ricinolsäure zugänglich ist, hergestellt werden.

## Verwendung
Der Methyl- und der Ethylester werden in der Parfümerie verwendet.